# Allevard
Allevard ist eine französische Gemeinde mit 3.962 Einwohnern (Stand 1. Januar 2022) im Département Isère in der Region Auvergne-Rhône-Alpes. Die Einwohner nennen sich Allevardin(e)s.

## Geographie

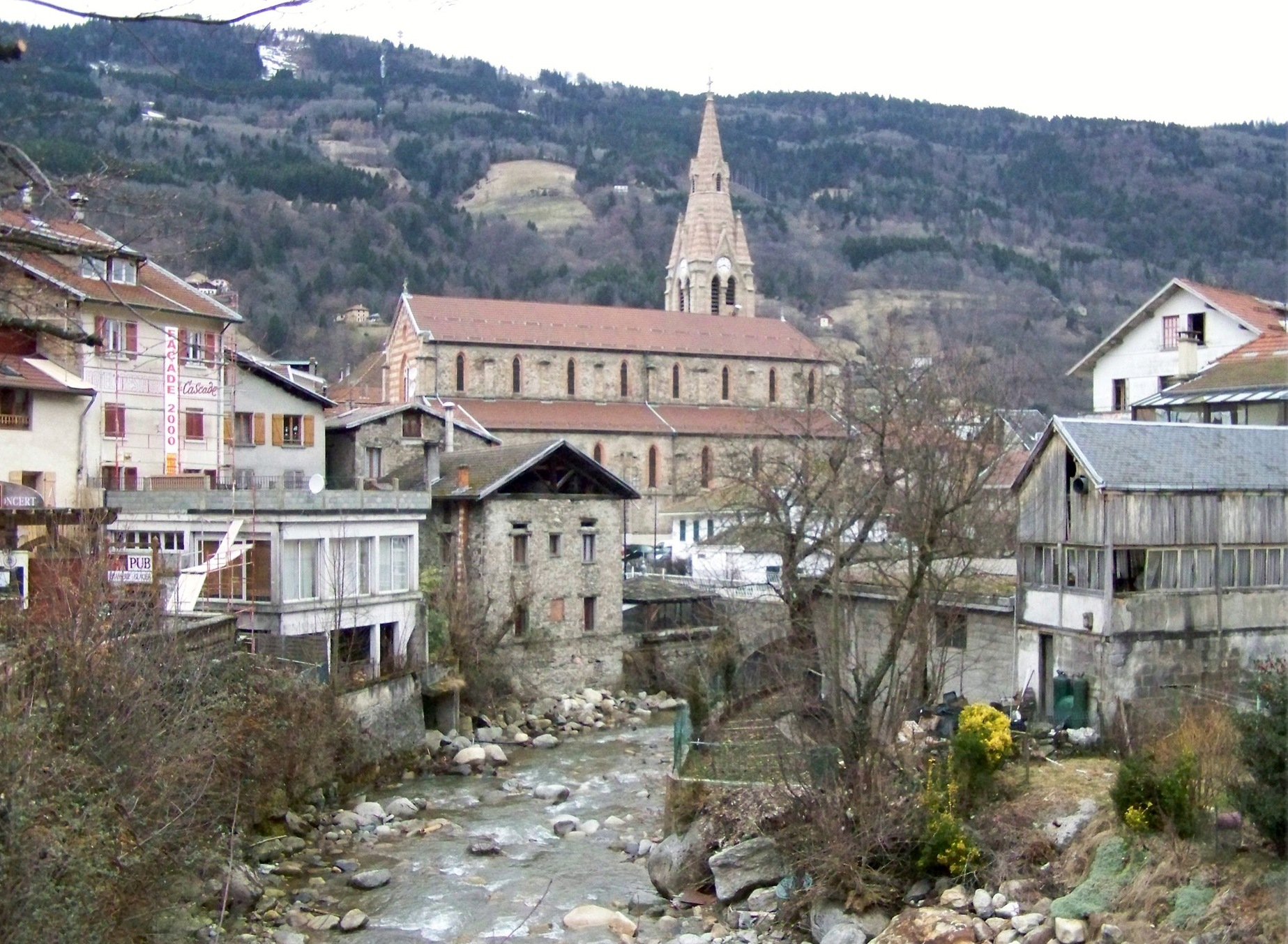
Blick auf Allevard

Allevard liegt auf einer mittleren Höhe von 464 Metern über dem Meeresspiegel im Nordosten des Départements Isère in den Bergen des Belledonne in einem Tal nördlich des Staatswalds von Saint-Hugon, 23 Kilometer südöstlich von Chambéry, der Präfektur des Départements Savoie. Das Gemeindegebiet hat eine Fläche von 25,63 Quadratkilometern.

## Geschichte
Am 2. Januar 1790 gab es in Allevard ein Erdbeben in dessen Verlauf eine Thermalquelle entstand, die wegen ihres hohen Schwefelanteils l’eau noire, schwarzes Wasser, genannt wurde. 1858 wurde die Quelle offiziell zur Heilquelle erklärt.

## Bevölkerungsentwicklung
| Jahr                       | 1962 | 1968 | 1975 | 1982 | 1990 | 1999 | 2009 | 2018 |
| Einwohner                  | 2384 | 2478 | 2565 | 2391 | 2558 | 3081 | 3768 | 4062 |
| Quellen: Cassini und INSEE |      |      |      |      |      |      |      |      |

## Politik
Allevard gehört zum Kommunalverband Le Grésivaudan. Seit 1991 besteht eine Städtepartnerschaft mit der italienischen Gemeinde Menaggio.

## Kultur und Sehenswürdigkeiten
Allevard ist mit einer Blume im Conseil national des villes et villages fleuris (Nationalrat der beblümten Städte und Dörfer) vertreten. Die „Blumen“ werden im Zuge eines regionalen Wettbewerbs verliehen, wobei maximal vier Blumen erreicht werden können.

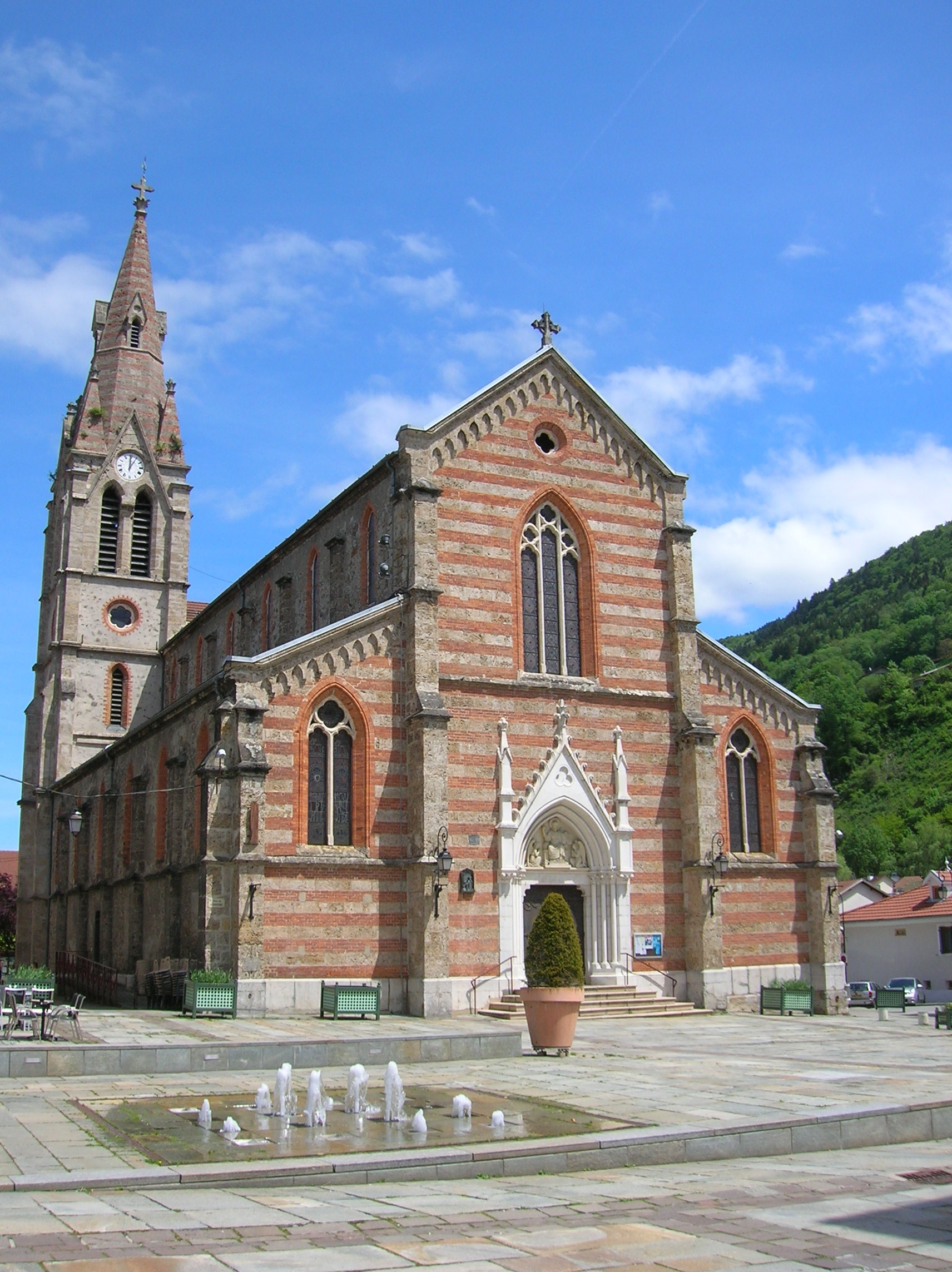
Kirche Saint-Marcel

## Wirtschaft
Bis zum 17. Jahrhundert gab es Eisenminen und eisenverarbeitende Betriebe in Allevard. Heute ist der Kurort bekannt für seine Schwefelquellen und wird deshalb auch Allevard-les-Bains genannt. Weitere Erwerbszweige in der Gemeinde sind Forstwirtschaft, Obstbau, Zucht von Hausschafen und Hausziegen. Lokale Produkte sind vor allem Honig, Ziegenkäse und Schafskäse. Es gibt außerdem mehrere Bauerngasthöfe.